# Chazé-sur-Argos
Chazé-sur-Argos település Franciaországban, Maine-et-Loire megyében. Lakosainak száma 1067 fő (2022. január 1.). Chazé-sur-Argos Angrie, Loiré, Erdre-en-Anjou és Segré-en-Anjou Bleu községekkel határos.

## Népesség
A település népességének változása:
| Lakosok száma | 967  | 905  | 854  | 959  | 1053 | 1062 | 1055 | 1053 | 1052 | 1067 |
|               | 1968 | 1982 | 1990 | 2006 | 2013 | 2015 | 2017 | 2019 | 2020 | 2022 |